# П. Г. Удхаус
Сър Пелам Гренвил Удхаус (на английски: Sir Pelham Grenville Wodehouse) е английски хуморист, най-вече известен с поредицата си романи за английския аристократ Бъртрам Устър и неговия изключително изобретателен иконом Джийвс. Получава рицарско звание в годината преди смъртта си.
Удхаус се ползва с голяма популярност и огромен успех по време на кариерата си от повече от седемдесет години и популярните му творби продължават да бъдат изключително четени и днес. Въпреки политическите и социални промени, настъпили по време на живота му, голяма част от който Удхаус прекарва във Франция и Съединените щати, основната сцена, на която се развиват произведенията му, остава в средата на предвоенната английска аристокрация, отразявайки опита натрупан по стечение на неговото рождение, образование и писателска дейност главно в предвоенна Великобритания.
Признат майстор на английскaта проза, Удхаус буди възхищение, както у съвременниците си Хилари Белок, Ивлин Уо и Ръдиард Киплинг, така и у съвременни писатели като Дъглас Адамс, Салман Рушди, Зейди Смит и Тери Пратчет. Шон О’ Кейси го нарича „Бълхата, представяща английската литература“, описание, което Удхаус използва за заглавие на сборник с писма до приятеля си Бил Тоуненд. Журналистът и писател Кристофър Хитчънс коментира, че „... няма и никога няма да има нещо, с което той може да бъде сравнен.“
Най-популярните днес негови истории са тези за героите му Джийвс и Устър. Удхаус обаче е известен също и като драматург и автор на популярни песни. Той е автор и съавтор на 15 пиеси и на 250 текста за около 30 музикални комедии. Работил е с Коул Портър върху мюзикъла „Anything Goes“ (1934) и често си е сътрудничил с Джером Керн и Гай Болтън. През 1927 написва текста за хита „Бил“ за „Show Boat“ на Керн, а през 1928 пише и текста към музиката на Зигмунд Ромберг за мюзикъла на Гершуин и Ромберг „Rosalie“. През същата година (1928) Удхаус работи и с Рудолф Фримл за музикалната версия на „Тримата мускетари“.

## Биография

### Образование
Удхаус, наричан още „Plum“ от семейството и приятелите си, е роден преждевременно от Елинор Удхаус (по баща Дийн), докато тя е на посещение в Гилдфорд. Баща му, Хенри Ърнест Удхаус (1845-1929) е британски съдия в Хонг Конг. Семейният род на Удхаус живее в Норфълк, в продължение на много векове. Когато той е само на три години, Удхаус е върнат в Англия и оставен на грижите на бавачка. Посещава различни интернати и в годините на своето детство, на възраст между три и 15 години, вижда родителите си за около общо шест месеца. Удхаус расте много близо до своя брат, който споделя любовта му към изкуството и се опитва да запълва празнините в живота си чрез безмилостно писане. Прекарва много от училищните си ваканции с една или друга от своите лели и това обяснява до голяма степен произхода на неговия „здравословен ужас“ от „ятото от лели“, отразен в образите на страховитите лели на Берти Устър – Агата и Далия, както и тиранията на Мария Констанс Кийбъл над нейните многобройни племенници в поредицата за Замъка Бландингс.
Като младеж Удхаус бива изпратен от баща си в колежа Дълуич, където неговият по-голям брат Армин вече е студент. Тук бъдещият автор се наслаждава на времето си като успешен студент и спортист: член е на Класическия Шести Клас (традиционно запазен за най-успешните студенти), където става училищен отговорник и редактира ученическото списание. Пее и играе главните роли в музикални и театрални продукции, като едновременно е и член на отборите по крикет и ръгби. Удхаус представлява също така училището в първенствата по бокс (преди да му бъде забранено, поради лошото му зрение) и по лека атлетика. В днешни дни библиотеката на Дълуич носи неговото име.

### Професионален път
След като брат му Армин печели класическа стипендия за Оксфордския университет, Пелъм Удхаус много се надява да тръгне по неговите стъпки, но спад в стойността на индийската рупия (в тази валута е пенсията на баща му) го принуждава да се откаже от своите планове. В замяна на следването в Оксфорд баща му му намира работно място в „Хонг-Конгска и Шанхайска банка“ (позната днес по съкращението HSBC), където, след обучение от две години в Лондон, Удхаус трябвало да бъде назначен на работа в клон на банката в чужбина. Въпреки това, Удхаус никога не проявил ни най-малък интерес към банковото дело, съответно и към кариера в банковия сектор, за което говори и изказването му, че „никога не научил нещо за банкирането“.
Удхаус започва да пише на непълно работно време още докато работи в банката и през 1902 г. става журналист в The Globe (вече несъществуващ вестник), работейки върху колона за комикси на свой приятел, който бил напуснал вестника. Впоследствие Удхаус разширява писателско-журналистическата си дейност като работи и за Punch, Vanity Fair (1903-1906), Daily Express (1904) и The World: A Journal for Men and Women (1906/1907). Към този период спадат и множество от неговите разкази за ученически списания, където Удхаус успява да публикува за първи път свои романи и четири кратки пиеси заедно с приятеля си Бертрам Флетчър Робинсън.
През 1909 г. Удхаус остава в Гринуич Вилидж, където успява да продаде „две кратки истории за Космополитен и Колиър за общо 500 долара – много повече, отколкото някога съм получавал.“ След този успех Удхаус напуска The Globe и остава в Ню Йорк, където започва работа като редовен сътрудник, под различни псевдоними, на основания Vanity Fair (1913). Въпреки това „вълкът остава пред вратата“, докато The Saturday Evening Post не издава „Нещо ново“ през 1915 г., и Удхаус не постигне с тази си творба своя първи голям успех. През това време започва и сътрудничеството му с Гай Болтън и Джером Керн за около осемнадесет музикални комедии.
През 1914 г. Удхаус се жени за Етел Уейман и става баща на доведената от нея дъщеричка Леонора. През дългия си живот Удхаус никога не успява да стане биологичен баща, за което вероятната причина е прекараната от него като юноша заушка.
Въпреки че Удхаус и неговите романи се считат за квинтесенция на „английското“, от 1914 г. нататък Удхаус прекарва по-голямата част от живота си в Съединените щати. През 1930, той за кратко работи като сценарист в Холивуд, за което твърди, че е „свръхплатен“. По това време много от неговите романи се издават и като серии в списания. Въпреки това обаче през 1934 г. писателят се премества да живее във Франция, за да избегне двойното данъчно облагане върху доходи си от данъчните служби във Великобритания и САЩ.
Когато през 1939 г. избухва Втората световна война, Удхаус – напълно безразличен към развитието на световната политика – вместо да се завърне в Англия, остава в дома си недалеч от морския бряг в Ле Токе, Франция, очевидно не е осъзнавайки сериозността на конфликта. Впоследствие Удхаус е арестуван от немската командатура и през 1940 г. бива интерниран, първо в Белгия, а след това в Тост (днес Toszek) в Горна Силезия (днес в Полша). В текст от това време Удхаус коментира принудителното си място на пребиваване по следния начин: „Ако това е Горна Силезия, един Бог знае какво трябва да е Долна Силезия ...“
Докато е в Тост той забавлява колегите си затворници, театрализирайки остроумни диалози. След като е освободен от интерниране, няколко месеца преди 60-ия си рожден ден, той използва тези диалози като основа за поредица от радиопредавания, насочени към САЩ (тогава все още не включили се във войната). Удхаус вярва, че ще бъде аплодиран като покаже на самия себе си, че е „съхранил аристократизма си“ по време на интернирането. Военновременна Англия същевременно обаче не е в настроение за шеги и предаванията довеждат до много обвинения в сътрудничество с германците и дори предателство. Някои библиотеки забраняват книгите му. На първо място сред неговите критици е Алън Милн, автора на „Мечо Пух“. В отговор Удхаус издава кратката пародийна история Rodney Has a Relapse от 1949 г.
Сред защитниците на Удхаус са Ивлин Уо и Джордж Оруел. Разследване на британската служба за сигурност MI5 съвпада със становището на Оруел, заключавайки че Удхаус е бил наивен и глупав по време на работата си в пленничество, но не и предател.
Критиките принуждават Удхаус и съпругата му да се преместят в Ню Йорк, където Удхаус става американски гражданин през 1955 г. Удхаус никога не се завръща в родината си и прекарват остатъка от живота си в Ремсенбърг, Лонг Айлънд.

## Самооценка
Удхаус изразява скромно отношение към собствените си творби. В Over Seventy (1957), самоиронизирайки творчеството си, той заявява:
„Аз пиша това, което е широко известно като „лековато четиво“ и на правещите това – наричат ги хумористи понякога – интелигенцията гледа отвисоко и с презрение.“

## Посмъртно признание
През 2000 г. в негова чест е учредена награда, която се връчва всяка година на най-добрите хумористични автори във Великобритания.